# Battaglia di Bachmut
La battaglia di Bachmut è una serie di scontri militari avvenuti dentro e vicino alla città di Bachmut (Bakhmut secondo la traslitterazione anglosassone) tra le forze armate ucraine e le forze armate russe nel contesto dell'invasione russa dell'Ucraina del 2022.
Mentre il bombardamento di Bachmut è iniziato nel maggio 2022, l'assalto principale alla città è iniziato il 1º agosto, dopo che le forze russe sono avanzate dalla direzione di Popasna costringendo le forze ucraine a ripiegare da quel fronte. La principale forza d'assalto russa era costituita da mercenari della compagnia paramilitare Wagner, supportati da truppe regolari e miliziani della DPR e della LPR.
Alla fine del 2022, in seguito alle controffensive ucraine di Charkiv e Cherson, il fronte Bachmut-Soledar è diventato una zona calda della guerra, essendo uno dei pochi dove la Russia è rimasta all'offensiva. Gli attacchi alla città si sono intensificati nel novembre 2022, quando le forze russe sono state rafforzate da unità ridistribuite dal fronte di Kherson, insieme a reclute appena mobilitate. Allora, gran parte della linea del fronte era scesa in una guerra di trincea, con grosse perdite da ambo le parti senza progressi significativi. L'intensità delle battaglie nel settore di Bachmut è stata paragonata a quelle della prima e della seconda guerra mondiale. Nel marzo 2023 le forze russe avevano conquistato la metà orientale della città fino al fiume Bachmutka, arrivando ad occupare l’intera area urbana il 20 maggio 2023.
Dopo la totale conquista della città da parte delle truppe russe, gli ucraini hanno contrattaccato durante i mesi estivi del 2023 sui fianchi settentrionale e meridionale cercando di intercettare le linee di comunicazioni nemiche; questi tentativi hanno portato alla riconquista di alcune importanti fortificazioni presso il villaggio di Kliščiїvka ma non sono riusciti a spingersi oltre, e nell'inverno 2024 i russi hanno ripreso l'iniziativa avanzando a ovest e a nord di Bachmut.

## Antefatti
Bachmut, precedentemente nota come Artemivs'k, era stata il luogo della battaglia di Artemivs'k del 2014 tra l'Ucraina e l'autoproclamata Repubblica popolare di Doneck. I separatisti filorussi avevano occupato parti della città durante le proteste filorusse del 2014 in Ucraina ad aprile, un'unità delle forze speciali ucraine, insieme alla Guardia nazionale erano state inviate per espellere i separatisti dalla città. I separatisti erano stati ricacciati oltre il centro della città, dove gli scontri sono continuati fino a luglio 2014, quando infine i separatisti si sono ritirati dall'area.
Durante l'invasione russa dell'Ucraina del 2022, un obiettivo chiave dell'offensiva russa era conquistare la regione del Donbass, composta dagli oblast' di Donec'k e Luhans'k. La spinta iniziale per Bachmut faceva parte di un tentativo di accerchiare le forze ucraine al saliente Sjevjerodonec'k-Lysyčans'k; insieme a un altro attacco dalla direzione di Lyman, avrebbe creato un accerchiamento e intrappolato lì le forze ucraine. Il 17 maggio, uccidendo cinque persone tra cui un bambino di due anni, sono cominciati i bombardamenti russi su Bachmut.
Dopo la caduta di Popasna il 22 maggio, le forze ucraine si sono ritirate dalla città per rafforzare le posizioni a Bachmut. Nel frattempo, le forze russe sono riuscite ad avanzare sull'autostrada Bachmut-Lysyčans'k, mettendo in pericolo le rimanenti truppe ucraine nell'area di Lysyčans'k e Sjevjerodonec'k. Il posto di blocco russo lungo l'autostrada è stato successivamente demolito, anche se i combattimenti sono ripresi il 30 maggio lungo l'autostrada Kostiantynivka-Bakhmut, che le forze ucraine hanno difeso con successo.
Il bombardamento di Bachmut è continuato per tutto il resto di giugno e luglio, intensificandosi dopo l'inizio della battaglia di Sivers'k il 3 luglio. Dopo le battaglie di Sjevjerodonec'k e Lysyčans'k all'inizio di luglio, le forze russe e separatiste hanno conquistato tutto l'oblast' di Luhansk e il campo di battaglia si è spostato verso le città di Bachmut e Soledar. Il 25 luglio, le forze ucraine si sono ritirate dalla centrale elettrica Vuhlehirska, insieme alla vicina città di Novoluhanske, dando alle forze russe e separatiste un "piccolo vantaggio tattico" verso Bachmut. Due giorni dopo, il 27 luglio, il bombardamento russo su Bachmut ha ucciso tre civili e ne ha feriti altri tre.
Prima della battaglia di Bachmut, il generale di brigata ucraino Oleksandr Tarnavs'kyj ha affermato che la Russia aveva una superiorità sull'Ucraina di cinque a uno in termini numerici lungo il fronte orientale.

## Battaglia

### I primi bombardamenti e l'invasione russa (agosto-ottobre 2022)

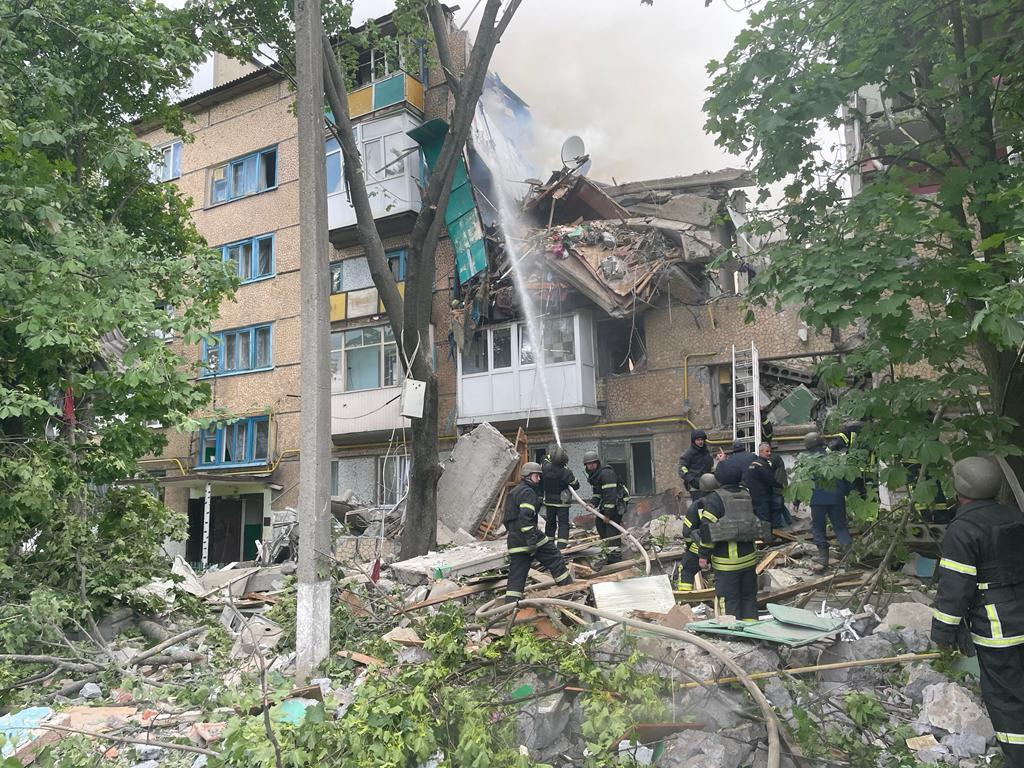
Un condominio a Bachmut dopo un bombardamento russo. La città è sotto bombardamenti russi dal maggio 2022.

Il 1º agosto, le forze russe hanno lanciato massicci attacchi di terra contro gli insediamenti a sud e sud-est di Bachmut, avviando l'offensiva. Il 4 agosto, i mercenari del Gruppo Wagner sono riusciti a sfondare le difese ucraine e raggiungere la via Patrice Lumumba, alla periferia orientale di Bachmut. Nei giorni successivi, le forze russe hanno continuato a spingere verso Bachmut da sud. Il 14 agosto lo stato maggiore ucraino ha affermato che le forze russe avevano ottenuto un "successo parziale" vicino a Bachmut, senza fornire dettagli.
I bombardamenti notturni nel centro della città il 21 settembre hanno bruciato il Palazzo della Cultura Martynov, dove lavorava il quartier generale umanitario. Durante lo spegnimento dell'incendio, il reparto locale dei vigili del fuoco è stato bombardato. Due membri del personale SES sono rimasti feriti e delle attrezzature danneggiate. Di notte, un edificio di cinque piani è stato parzialmente distrutto dai bombardamenti russi. Un attacco missilistico russo il 22 settembre ha distrutto il ponte principale sul fiume Bachmutka, che divide in due la città, interrompendo sia gli spostamenti che la logistica militare ucraina.
Il 7 ottobre, le forze russe sono avanzate nei villaggi di Zaitseve e Opytne nella periferia sud e sud-est di Bachmut, mentre il 10 ottobre il Ministero della difesa britannico ha affermato che le truppe russe si sono avvicinate a Bachmut. Il 12 ottobre, le forze russe hanno affermato di aver occupato Opytne, situata a 3 km a sud di Bachmut e Ivanivs'ke, sebbene tali insediamenti fossero ancora contesi. Secondo fonti ucraine, una piccola controffensiva il 24 ottobre ha spinto le forze russe fuori da alcune fabbriche alla periferia est della città, lungo via Patrice Lumumba.

### Escalation invernale (novembre-dicembre 2022)

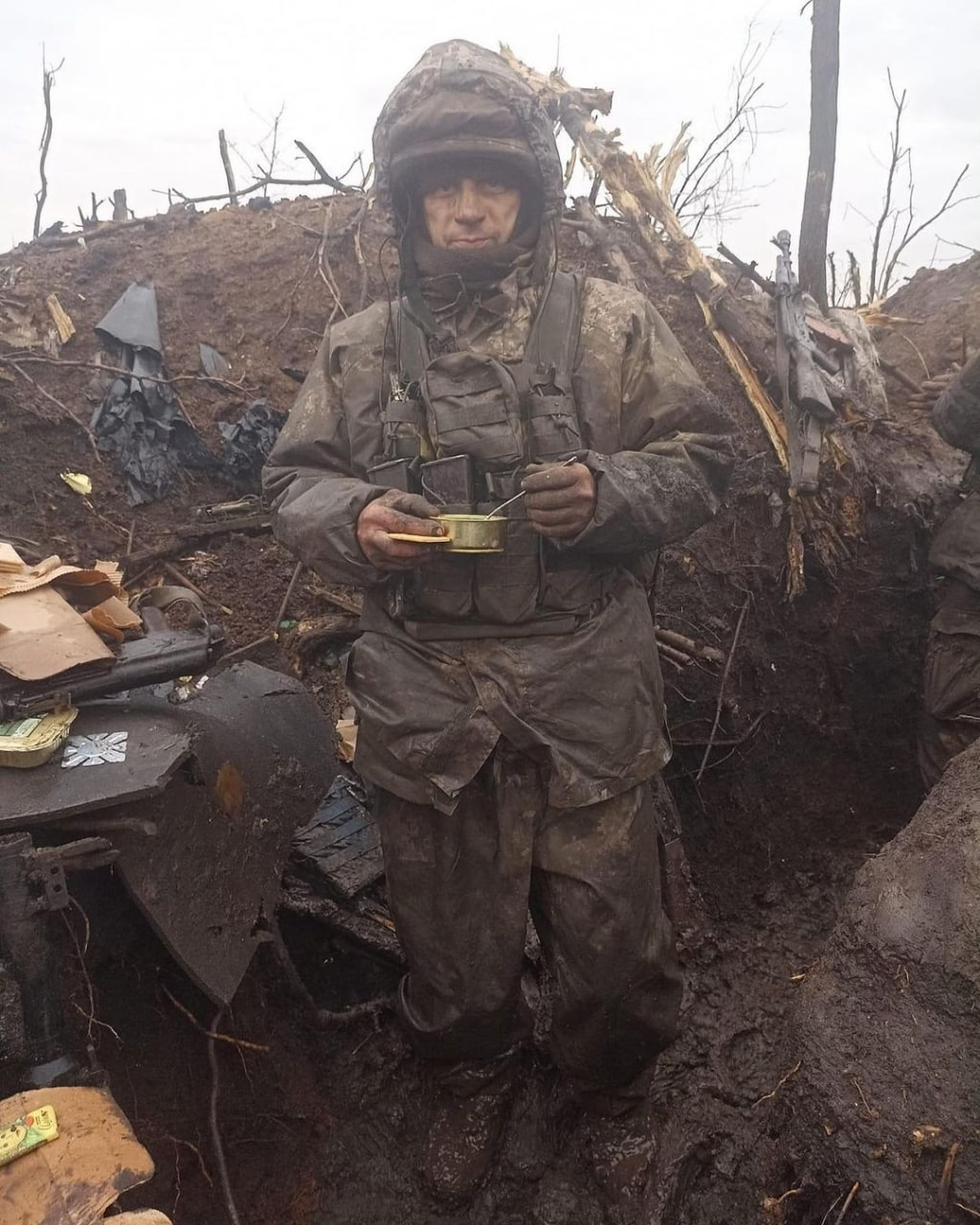
Un soldato ucraino in una trincea vicino a Bachmut, novembre 2022

All'inizio di novembre, gran parte dei combattimenti intorno a Bachmut erano mutati in una guerra di trincea, senza che nessuna delle due parti facesse progressi significativi e con centinaia di vittime registrate quotidianamente tra feroci bombardamenti e scontri di artiglieria. Il 1º novembre, il giornalista ucraino Jurij Butusov ha descritto in un'intervista la natura in evoluzione della battaglia. Butusov ha segnalato che dall'inizio di maggio le forze russe avevano subito "enormi perdite ogni giorno" attaccando la zona di Bachmut, ma ha insistito sul fatto che stavano adattando le loro tattiche contro dei difensori ucraini sempre più esausti. Ha notato che i russi stavano concentrando piccoli gruppi di fanteria per rompere le linee di difesa su sezioni "strette" del fronte.
Tra il 28 e il 29 novembre, e forze russe hanno sfondato le linee di difesa lungo il fianco meridionale di Bachmut, occupando i villaggi di Andriїvka, Ozarjanivka e Zelenopillja e facendo piccoli progressi a Opytne. Le truppe Wagner hanno attaccato Kurdjumivka, adiacente a Ozarjanivka, con fonti filorusse che affermavano che l'insediamento era stato conquistato. Le forze russe hanno anche attaccato le posizioni ucraine a sud-est di Bachmut. Il 3 dicembre, Serhij Čerevatyj, portavoce del comando orientale dell'Ucraina, ha descritto il fronte Bachmut come "il settore più sanguinoso, crudele e brutale... finora nella guerra russo-ucraina", aggiungendo che i russi avevano condotto 261 attacchi di artiglieria solo nel giorno precedente.
Lo stesso giorno, un volontario militare georgiano ha riferito ai media che un gruppo di volontari georgiani era stato circondato durante gli scontri nei pressi di Bachmut. Il comandante è stato ferito e cinque o sei volontari, in servizio nella 57ª Brigata motorizzata ucraina, sono stati uccisi. Il 6-7 dicembre, il Ministero della difesa russo ha affermato che le loro forze, compresi i combattenti Wagner, avevano respinto con successo i contrattacchi ucraini a sud di Bachmut. Il comandante del Battaglione Svoboda della 4ª Brigata di reazione rapida che difende il fianco meridionale di Bachmut, ha detto che stavano "combattendo per ogni cespuglio" e ha previsto che la Russia avrebbe faticato a superare un canale sopra e dietro Kurdjumivka.
Il 9 dicembre, il presidente ucraino Volodymyr Zelens'kyj ha accusato la Russia di "aver distrutto" Bachmut, definendola "un'altra città del Donbass che l'esercito russo ha trasformato in cenere e rovine". L'ex soldato e testimone oculare della battaglia Petro Stone ha definito il fronte di Bachmut un "tritacarne", dicendo che i russi stavano "mettendo a ferro Bachmut e fuoco 24 ore su 24, 7 giorni su 7". I soldati della 24ª Brigata meccanizzata ucraina hanno riferito ai media i recenti avvenimenti sul campo di battaglia, come uno scontro a fuoco di più giorni con 50 soldati russi in una trincea in una zona alberata dove in alcuni punti "eravamo a soli 100 metri di distanza". I soldati ucraini hanno affermato che le truppe russe in prima linea spesso attaccavano con scarso supporto di carri armati, con i combattenti della Wagner che fungevano da truppe d'assalto principali e reclute russe fresche di mobilitazione che mantenevano posizioni difensive. Un artigliere ucraino ha sostenuto che "l'80 per cento" della restante popolazione civile, sopravvissuta negli scantinati e rifornita da camion di generi alimentari che periodicamente entrano in città, era filorussa.

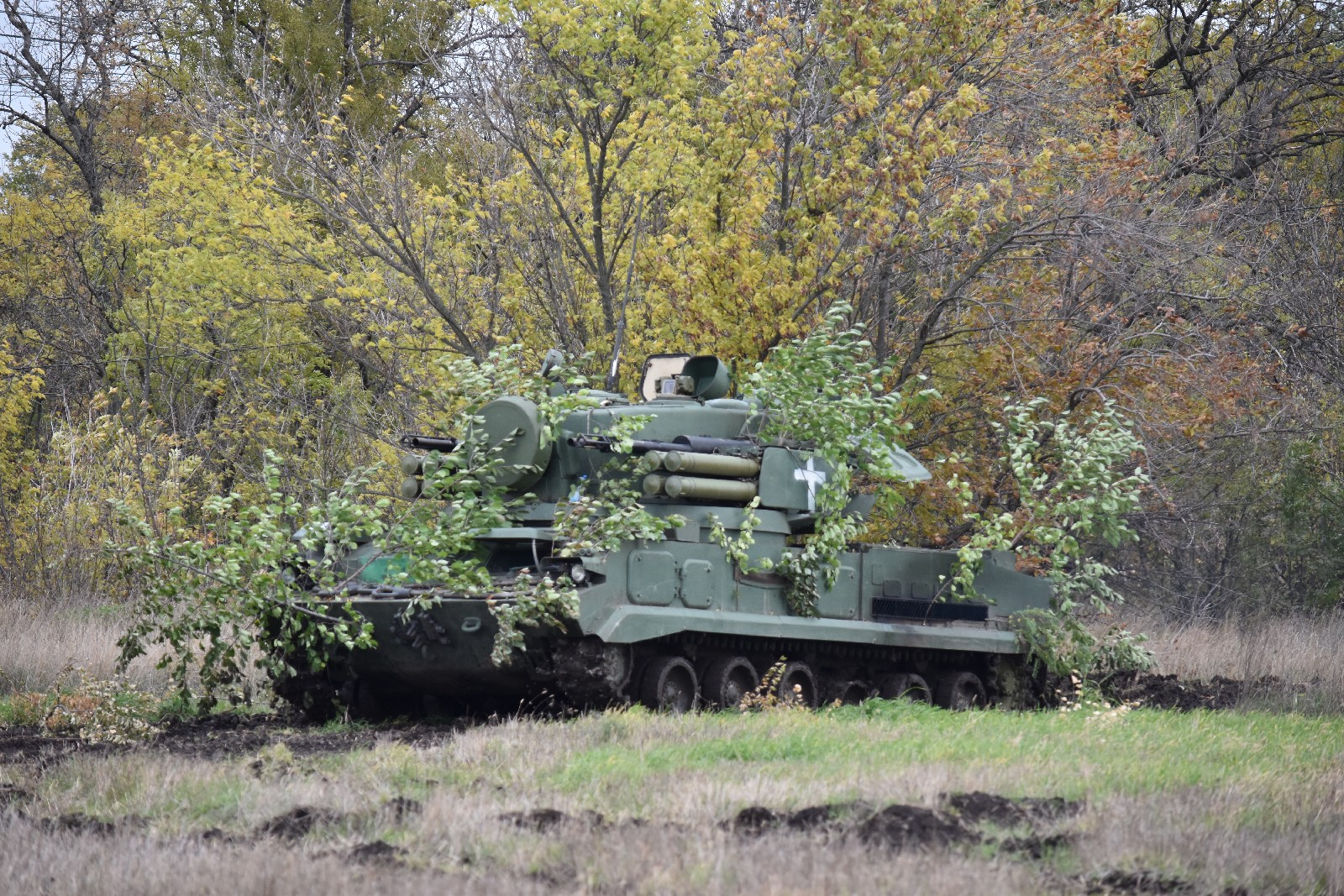
Un 9K22 Tunguska del battaglione antiaereo della 30ª Brigata meccanizzata ucraina nelle vicinanze di Bachmut.

Dall'11 al 13 dicembre, fonti russe hanno affermato che i combattenti della Wagner avevano violato le difese nella zona orientale di Bachmut, occupando la parte settentrionale di via Fyodor Maksimenko nel distretto di Zabakhmutka e avanzando lungo via Patrice Lumumba nella zona industriale, conquistando completamente la fabbrica ALC Siniat. Nella periferia, il Gruppo Wagner avrebbe preso d'assalto Pidhorodne, situato sul fianco nord-orientale di Bachmut, e ha fatto piccoli progressi durante i pesanti combattimenti a Opytne, sul fronte meridionale della città. Le affermazioni sull'avanzata russa non sono state confermate da fonti neutrali in quel momento, ma lo stato maggiore ucraino ha confermato gli scontri a Bakhmutske, Soledar e Pidhorodne, affermando però di aver respinto tutti gli assalti. L'11 dicembre è stato distrutto un ponte ferroviario sull'autostrada E40 (M-03) a nord di Bachmut; i russi hanno accusato gli ucraini di averlo demolito per ostacolare la futura avanzata russa verso Slov"jans'k.
All'incirca nello stesso periodo, sono emerse voci secondo cui la 93ª Brigata meccanizzata sarebbe stata spostata da Bachmut a causa delle elevate perdite. L'alto comando ucraino non ha confermato né smentito le voci, ma ha chiarito che erano previste sostituzioni e ridispiegamenti di unità su altri fronti.
Il 13 dicembre, fonti russe hanno affermato che erano iniziati veri e propri combattimenti urbani all'interno nelle strade dei settori orientale e sud-orientale di Bachmut, in particolare lungo il viale Pershotravnevyy fino a via Dobroliubova a Zabakhmutka, affermando anche che il 90% di Opytne era stato conquistato superando durissima resistenza ucraina. Lo stato maggiore ucraino ha affermato di aver respinto con successo gli assalti a nord-est ed a sud di Bachmut rispettivamente dalle direzioni di Soledar e Kurdiumivka. Il 17 dicembre, sono emerse online riprese di trincee nel centro della città di Bachmut, implicando che i difensori ucraini si stavano preparando per combattimenti urbani.
Il 18-19 dicembre, le forze ucraine, presumibilmente anche con il supporto dei veicoli di rifornimento tattici Wolfhound donati dagli inglesi, hanno contrattaccato lungo via Fyodor Maksimenko e hanno respinto le forze del gruppo Wagner nella periferia orientale con a sanguinosi scontri. Nel frattempo, fonti ufficiali ucraine hanno riferito di aver respinto quotidianamente "da cinque a sette" gruppi di infiltrazione russi vicino a Bachmut. Un comandante ucraino ha riferito che la massiccia attività di ricognizione dei droni ha consentito risposte rapide a piccoli assalti russi alla periferia. Ha inoltre sostenendo che la Russia non controllava la zona industriale orientale di Bachmut. L'Institute for the Study of War (ISW), un think tank occidentale e osservatore di guerra, non ha potuto verificare in modo indipendente quest'ultima affermazione.
Il 20-21 dicembre, il presidente Zelens'kyj ha effettuato una visita a sorpresa al fronte di Bachmut, dove ha incontrato i soldati, assegnato medaglie e tenuto discorsi. Nel frattempo, sono continuati pesanti bombardamenti e combattimenti alla periferia di Bachmut nel tentativo di rompere le posizioni ucraine trincerate sui fianchi della città. Secondo quanto riferito, i combattenti Wagner stavano assaltando le roccaforti di Bakhmutske, Pidhorodne e Kliščiїvka, situate rispettivamente lungo i fianchi nord-est e sud-ovest di Bachmut, mentre gli ucraini continuavano a mantenere la zona nord di Opytne, smorzando l'avanzata della Russia da sud.
Il 26 dicembre, il governatore ucraino di Donetsk, Pavlo Kyrylenko, ha affermato che oltre il 60% delle infrastrutture di Bachmut è stato danneggiato o distrutto. L'ISW ha ritenuto che l'avanzata della Russia su Bachmut sarebbe "culminata" entro il 28 dicembre, reputando che le forze russe e Wagner erano diventate sempre più incapaci di sostenere la precedente scala di assalti di fanteria e sbarramenti di artiglieria. All'inizio di gennaio 2023, il ritmo dei combattimenti e la velocità del fuoco di artiglieria nel settore di Bachmut erano notevolmente diminuiti e The Kyiv Independent ha osservato che la battaglia era "vicina al culmine".

### Offensive seguenti la caduta di Soledar (gennaio 2023 - aprile 2023)
A seguito di un'offensiva locale all'inizio di gennaio 2023, le forze russe hanno conquistato la vicina città di Soledar, situata 20 chilometri a nord di Bachmut, il 16 gennaio 2023. Nella sua valutazione del 7 gennaio, l'ISW aveva considerato la cattura di Soledar come vantaggiosa per un'avanzata russa da nord verso Bachmut, sebbene affermassero che le truppe russe avrebbero dovuto tagliare l'autostrada T0513 tra Sivers'k e Bachmut per tagliare le linee di rifornimento ucraine a Bachmut.
A febbraio, le forze russe hanno consolidato le conquiste a nord di Bachmut, avanzando negli insediamenti a nord della città. Il 1º febbraio, il New York Times ha riferito che i russi avevano aumentato l'intensità degli attacchi a Bachmut e nelle aree circostanti. Il 5 febbraio, il Ministero della Difesa britannico ha dichiarato che le truppe russe erano in grado di aprire il fuoco sulle strade M03 e H32 a nord della città, la principale via di rifornimento ucraina per il nord di Bachmut. L'11 febbraio, le forze russe hanno occupato il paese di Krasna Hora, a nord-est di Bachmut. In tale periodo, gli analisti hanno suggerito che le perdite russe erano aumentate a 820 vittime al giorno tra Bachmut e la battaglia di Vuhledar. Il 13 febbraio, il governo ucraino ha affermato che le sue difese nel paese di Paraskoviїvka stavano cedendo, con aspri scontri tutto il giorno. Il 22 febbraio, le forze russe circondavano Bachmut da est, sud e nord.
Entro il 3 marzo, i soldati ucraini hanno distrutto due ponti importanti, creando la possibilità per una ritirata ordinata. Il 4 marzo, il vicesindaco di Bachmut ha dichiarato ai servizi giornalistici che c'erano combattimenti di strada ma che le forze russe non avevano preso il controllo della città. Il 4 marzo, il capo del gruppo Wagner ha affermato che la città era circondata ad eccezione di una strada ancora controllata dai militari ucraini, come accadeva dal 22 febbraio. Il 5 marzo il comandante in capo dell'esercito ucraino Oleksandr Syrs'kyj ha affermato che i combattimenti avevano raggiunto il "massimo livello di tensione".
Il 7 marzo l'Ucraina si è parzialmente ritirata da Bachmut fino al fiume Bachmutka. In seguito, il gruppo Wagner ha affermato di aver catturato la zona est della città.
L'11 marzo, il ministero della Difesa del Regno Unito ha affermato che: "Nel centro della città, il fiume Bachmutka ora segna la linea del fronte", con le unità Wagner a guidare gli scontri. Entrambe le parti sostengono di aver ucciso e ferito "centinaia" di soldati dell'altra parte. Il fiume è diventato una zona di fuoco per le unità Wagner mentre allo stesso tempo le forze ucraine rischiano di essere tagliate fuori. Il 26 marzo, la CNN ha riferito che le forze di Wagner sostenevano di aver occupato completamente la fabbrica Azom, strategicamente significativa.
Il 3 aprile, il gruppo Wagner ha annunciato di aver occupato tutte le strutture amministrative cittadine del centro e quindi di aver "tecnicamente" conquistato la città In realtà gli ucraini mantengono ancora il possesso di parte delle aree centrali e di tutta la zona occidentale della città; le fonti ucraine hanno inoltre affermato che nella battaglia a Bachmut il gruppo Wagner sarebbe stato annientato.

### Conquista dell'area urbana di Bachmut (aprile 2023 - 21 maggio 2023)
A fine aprile, alcune fonti, tra cui l'ISW, hanno riportato la possibilità crescente che le forze russe, tra cui il gruppo Wagner, si stiano preparando a una controffensiva ucraina primaverile.
Secondo i documenti classificati del Pentagono pubblicati in rete da Jack Teixeira, e riconosciuti come veritieri dalle autorità americane, sull'asse di Bachmut - nel periodo tra marzo e aprile - si fronteggiavano circa 29000 soldati russi contro 15 500-30 500 soldati ucraini.
Il 5 maggio, il capo del gruppo Wagner, Evgenij Prigožin, ha annunciato sul suo canale Telegram che lascerà la città per carenza di munizioni (10% fornite sul totale necessario), in favore di una possibile sostituzione con le forze speciali cecene Akhmat guidate da Ramzan Kadyrov. Tale annuncio non ha avuto seguito nell'atto pratico perché sono state promesse più munizioni. Prigožin ha però dichiarato che negli stessi giorni un'unità dell'esercito regolare russo abbia abbandonato le posizioni a Bachmut, con l'effetto involontario di esporre al fuoco nemico ucraino il fronte russo.
Il 10 maggio, la BBC ha riportato che l'Ucraina fosse rimasta in controllo di "solo poche strade" nella periferia ovest della città, mentre le forze ucraine tentavano di alleggerire la pressione russa sull'ultima via d'accesso alla città con una limitata controffensiva.
Il 20 maggio, il gruppo Wagner ha annunciato, con un filmato dello stesso Prigožin attorniato dai suoi mercenari in un ambiente di rovine, di avere completato la conquista della città e di avere il totale controllo dell'area urbana; le fonti ufficiali del ministero della Difesa ucraino hanno smentito queste dichiarazioni pur ammettendo che la situazione fosse "critica".
Il 20-21 maggio 2023 infine le truppe mercenarie Wagner hanno completato la conquista dell'intera area urbana di Bachmut concludendo la loro battaglia nella città. I reparti Wagner sono però stati mmediatamente ritirati dal fronte e sostituiti in fretta da alcune formazioni dell'esercito regolare russo; di conseguenza, dopo il completamento dell'occupazione delle rovine di Bachmut i russi non sono stati in grado di continuare l'ìoffensiva e sono stati fermati subito alla periferia della città. Le truppe ucraine quindi sono riuscite, dopo aver abbandonato l'area urbana, a stabilizzare la situazione e a difendere con successo i piccoli insediamenti subito a ovest della città di Chromove e Ivanivs'ke senza cedere ulteriore terreno e sbarrando la strada verso Časiv Jar e Kostjantynivka.

### Combattimenti dopo la caduta della città di Bachmut
Mentre la città di Bachmut, quasi completamente in rovina, è stata completamente occupata dai russi entro il 21 maggio 2023, gli ucraini hanno mantenuto le posizioni a ovest dell'abitato e a partire da maggio hanno iniziato ad attaccare a nord-ovest e a sud-ovest della città in direzione di Berchivka e di Kliščiїvka, con l'obiettivo di mettere in pericolo le vie di comunicazione delle truppe russe a Bachmut. Nel luglio 2023 le forze ucraine mantenevano ancora alcune posizioni nei pressi del centro abitato. La viceministra della Difesa ucraina annuncia, il 17 luglio, l'avvenuta riconquista, in una settimana, di 31 chilometri quadrati di terreno in direzione di Bachmut, nonostante la "situazione difficile".
Nell'ottobre 2023, si sono registrati alcuni progressi da parte ucraina in direzione di Bachmut, con la prospettiva di un accerchiamento della città. La controffensiva ucraina alla fine dell'autunno 2023 tuttavia si è esaurita senza risultati strategici importanti e i russi hanno mantenuto il possesso di Bachmut. Inoltre nell'inverno 2023-2024 l'esercito russo ha ripreso l'iniziativa stabilizzando la situazione a sud della città e guadagnando terreno a nord e a ovest della città, occupando Chromove e attaccando Ivanivs'ke con l'obiettivo di aprire la strada per l'importante nodo di comunicazioni di Časiv Jar.

## Vittime
A causa della nebbia di guerra e della volontaria omissione di pubblicazione di dati sulle vittime da ambo le parti, il numero reale di vittime militari e civili dovute alla battaglia è sconosciuto, sebbene si presume siano numerose. I media hanno stimato un numero di vittime e feriti giornalieri paragonabili a quello della prima e della seconda guerra mondiale.

### Vittime militari
Il 10 novembre, gli ucraini hanno affermato che il gruppo Wagner aveva subito quasi 140 vittime nelle 24 ore precedenti, inclusi oltre 40 uomini uccisi nei combattimenti vicino a Bachmut. All'inizio di dicembre il governo ucraino ha stimato che ogni giorno 50-100 soldati russi venivano uccisi nel settore di Bachmut. Secondo le stime di alcuni comandanti ucraini, la Russia ha subito da 100 a 300 vittime solo a Bachmut in alcuni giorni. Il 22 dicembre, John Kirby, portavoce del Consiglio di sicurezza nazionale della Casa Bianca, ha dichiarato che secondo l'intelligence statunitense mille combattenti Wagner erano stati uccisi vicino a Bachmut nelle ultime settimane. Il 25 dicembre, l'esercito ucraino ha parlato di 140 morti e 180 feriti da parte russa sul fronte di Bachmut nei due giorni precedenti.
All'inizio di gennaio 2023, un soldato della Guardia nazionale ucraina ha affermato in un'intervista a Unian che il gruppo Wagner ha subito un tasso di vittime vicino all'80% negli attacchi poiché i feriti non vengono soccorsi e vengono lasciati morire. L'esercito ucraino ha dichiarato che 277 soldati russi sono stati uccisi e 258 feriti solo il 31 gennaio. Il 1º febbraio, l'Associated Press ha riferito che il gruppo Wagner aveva perso oltre 4100 soldati, oltre a 10000 feriti, con mille morti solo tra la fine di novembre e l'inizio di dicembre 2022 vicino a Bachmut, secondo l'ISW.
Il 27 novembre, il New York Times ha riportato un altissimo livello di vittime per entrambi gli eserciti, portando anche il numero di feriti ucraini a 290 nelle 36 ore precedenti. Il 29 dicembre, il capo di gabinetto dell'ufficio di presidenza ucraina Oleksij Arestovyč ha affermato che l'Ucraina stava subendo "gravi perdite" lungo il fronte Soledar-Bachmut, ma che quelle russe erano maggiori. Il New York Times ha riferito che l'Ucraina potrebbe subire centinaia di vittime ogni giorno sul fronte Bachmut.
Il 5 marzo, il ministro della Difesa ucraino Oleksij Reznikov ha affermato che le perdite russe ammontavano a 500 feriti e uccisi ogni giorno.
Il 9 marzo la BBC, citando funzionari occidentali, ha stimato tra i 20000 e i 30000 soldati russi uccisi o feriti nei combattimenti intorno a Bachmut.
Il rapporto delle vittime è stato stimato in 5 soldati russi uccisi per ogni soldato ucraino secondo la NATO. L'Ucraina afferma che il rapporto è di 7 uccisi a 1 a favore dei soldati ucraini. Secondo alcune fonti, da allora il rapporto è cambiato a favore delle forze russe.
Il 13 marzo la Russia ha affermato di aver ucciso 220 soldati ucraini nelle 24 ore precedenti, mentre Zelens'kyj ha dichiarato che negli ultimi giorni erano stati uccisi 1100 russi.
Il 25 aprile, Serhij Čerevaty, portavoce del gruppo orientale delle Forze armate ucraine, ha riferito che 175 soldati russi sono stati uccisi e 212 feriti solo nel giorno precedente, e che a tali ritmi il gruppo Wagner sarà "distrutto completamente" a Bachmut.
Il 13 maggio, l'analista militare Sean Bell ha stimato 20000 tra morti e feriti da parte ucraina fino a tal momento.

### Vittime civili
Il 5 novembre, il vicesindaco di Bachmut ha affermato che oltre 120 civili erano stati uccisi nella città vera e propria. All'inizio di dicembre, in città erano rimasti solo tra i 7000 e i 15000 degli 80 000 abitanti che la città aveva prima della guerra. Il 16 dicembre, tre civili sono stati feriti da bombardamenti. Al 13 gennaio 2023, i bombardamenti a Bachmut avevano ucciso almeno altri 22 civili e feriti 72 dall'inizio di dicembre. Dal 13 gennaio, gli attacchi russi a Bachmut hanno ucciso almeno altri tre civili.

## Analisi

### Situazione in campo

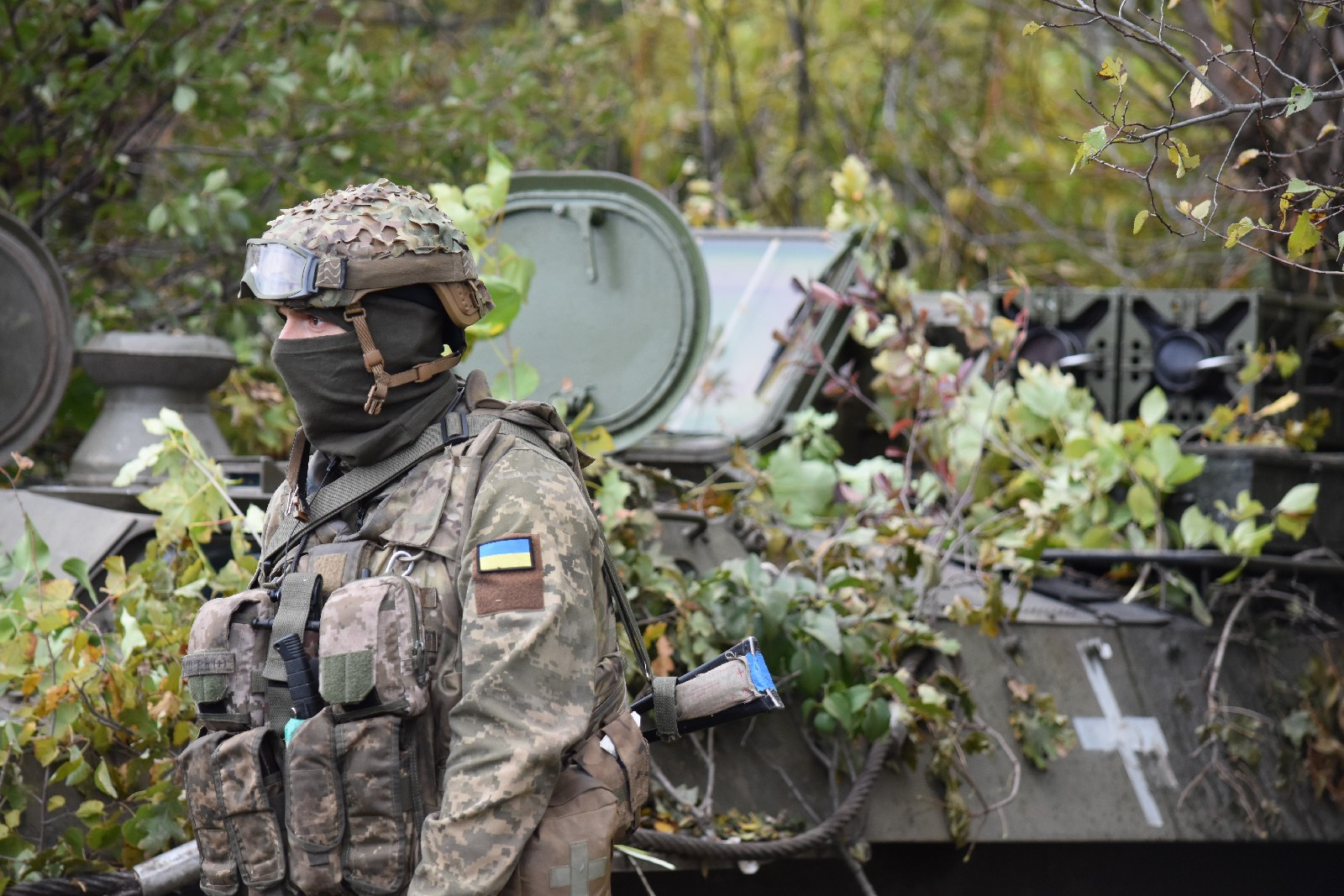
Un soldato ucraino di guardia nelle vicinanze di Bachmut

La battaglia di Bachmut è stata descritta come una delle battaglie più sanguinose del XXI secolo, e il campo di battaglia descritto come un "tritacarne" sia per l'esercito ucraino che per quello russo. Con perdite estremamente elevate, costosi assalti di terra con pochissimo terreno guadagnato e paesaggi bombardati e rasi al suolo, volontari, media e funzionari governativi hanno paragonato i combattimenti a Bachmut alle condizioni del campo di battaglia sul fronte occidentale della prima guerra mondiale.
Il colonnello in pensione del Corpo dei Marines degli Stati Uniti Andrew Milburn, leader di un gruppo di volontari stranieri in Ucraina chiamato Gruppo Mozart e testimone oculare della battaglia, ha paragonato le condizioni nella campagna di Bachmut alla battaglia Passchendaele e la città in sé a Dresda nella seconda guerra mondiale. L'11 gennaio 2023, il consigliere presidenziale ucraino Mychajlo Podoljak ha descritto i combattimenti in corso a Bachmut e Soledar come i più sanguinosi dall'inizio dell'invasione.
L'8 marzo, il segretario generale della NATO Jens Stoltenberg ha affermato che gli ucraini potrebbero essere sconfitti a Bachmut nei successivi giorni.
Il 22 marzo, l'aggiornamento sulla difesa del Ministero della difesa del Regno Unito ha affermato che "Esiste una possibilità realistica che l'assalto russo alla città (Bachmut) stia perdendo lo slancio limitato che aveva raggiunto, in parte perché alcune unità del Ministero della Difesa russo sono state ridistribuite in altri settori."
Il 25 marzo, il generale Valerij Zalužnyj, comandante in capo delle forze ucraine, ha scritto su Facebook che il punto in cui la guerra è più dura è nella direzione di Bachmut, ma "grazie agli enormi sforzi delle forze di difesa, stiamo riuscendo a stabilizzare la situazione".
Il 29 marzo il capo dello stato maggiore congiunto americano, il generale Mark Milley, ha dichiarato al Congresso che la battaglia è diventata una “carneficina per i russi. Vengono massacrati nelle vicinanze di Bachmut e gli ucraini stanno combattendo molto, molto bene", e sugli ucraini: "Gli ucraini stanno mettendo sul campo una difesa molto efficace che si sta rivelando molto costosa per i russi".
Nel mese di aprile e maggio si è rivelata sempre più rilevante, e oggetto di scontri interni alle forze a sostegno della Russia, la carenza di munizioni che starebbe influenzando negativamente l'operato delle forze Wagner.

### Personale e tattica
Le forze d'assalto russe sono composte principalmente da mercenari ed ex detenuti del Gruppo Wagner, rinforzi da altri fronti in Ucraina e reclute appena mobilitate che gli ucraini chiamano mobiks. Secondo quanto riferito, le forze di Wagner sono costituite da una maggioranza di ex detenuti reclutati e poco addestrati e da una minoranza di mercenari ben addestrati che fungono da comandanti di gruppo che operano in modo efficiente e crittografano le comunicazioni radio. Alcuni osservatori hanno paragonato le tattiche russe agli attacchi di ondate umane in stile sovietico, assaltando ripetutamente le posizioni ucraine con ondate di fanteria. Alcuni soldati ucraini hanno affermato che Wagner ha usato i suoi ex detenuti reclutati come "esca umana" della prima ondata per rivelare le posizioni ucraine, minacciando di "esecuzione" da parte di plotoni di esecuzione o truppe di barriera chi si rifiutava di avanzare e coloro che sono stati feriti negli assalti di solito non sono stati soccorsi.
La Russia ha preso di mira Bachmut con droni di fabbricazione iraniana dopo che 450 di questi sono stati inviati in Russia a metà ottobre 2022. Alla fine di gennaio 2023, la Russia ha iniziato a soppiantare le unità Wagner con la Guardia nazionale russa (Rosgvardia) e paracadutisti della VDV meglio addestrati, consentendo loro di fare ulteriori progressi nel settore di Bachmut.
I difensori ucraini sono costituiti da un "miscuglio di unità", costituito inizialmente dalla 93ª Brigata meccanizzata e dalla 58ª Brigata motorizzata, successivamente rinforzate da molte altre unità, comprese unità delle Forze per operazioni speciali e delle Forze di difesa territoriale, per colmare le mancanze causate da pesanti perdite. Le unità vengono inoltre costantemente alternate per reintegrare le vittime e prevenire l'affaticamento da combattimento. Il 10 gennaio 2023, il think tank polacco Rochan Consulting ha stimato che l'Ucraina potrebbe avere dieci brigate che combattono a Bachmut, o circa 30 000 persone. I comandanti ucraini hanno utilizzato risorse significative a Bachmut, con la strategia di mantenere la Russia concentrata su Bachmut al fine di prevenire ulteriori offensive. Al contrario, il New York Times ha riferito che l'uso da parte dell'Ucraina della Guardia Nazionale e unità di fanteria ben addestrate contro forze Wagner scarsamente addestrate stava bloccando le unità ben addestrate dell'Ucraina e impedendo all'Ucraina di condurre offensive non solo nel presente ma anche per il futuro.

### Valore strategico
Il valore strategico complessivo di Bachmut è stato considerato dubbio da molti analisti, osservando che le risorse e le vite che la Russia ha speso per assaltare la città superano di gran lunga la sua importanza. Il Ministero della difesa del Regno Unito e il Consiglio di sicurezza nazionale degli Stati Uniti hanno entrambi insistito sul fatto che la cattura di Bachmut sarebbe solo una vittoria "simbolica" per la Russia piuttosto che strategica. Alcuni osservatori hanno, però, notato che Bachmut è un nodo logistico e di trasporto regionale chiave dove passano due strade, la T0504 per Kostiantynivka e la T0513 per Sivers'k. In risposta alle richieste di una ritirata tattica ucraina da Bachmut, Zelens'kyj ha affermato che farlo darebbe alla Russia "la strada spianata" verso importanti città dell'Ucraina orientale. Allo stesso modo l'Ucraina vede un valore simbolico in Bachmut, con Zelens'kyj che la definisce la "fortezza del nostro morale".
Jon Roozenbeek, borsista postdottorato della British Academy presso l'Università di Cambridge, ha osservato che la messa in sicurezza di Bachmut avrebbe fatto rientrare Kramatorsk e Sloviansk nel raggio dell'artiglieria russa. Altri hanno concordato con questa analisi. Konrad Muzyka e l'esperto di sicurezza russa Mark Galeotti hanno sostenuto che il costoso assalto della Russia è una questione sia di preservare il prestigio che di fallacia dei costi irrecuperabili, e che le forze russe avevano già speso così tanti uomini nello sforzo bellico su altri fronti che "potrebbero fare di tutto" per impadronirsi della città.